# Fibula mică (Tezaurul de la Pietroasa)
Fibula mică face parte din cele patru fibule ale Tezaurului de la Pietroasa care s-au păstrat până astăzi, ca urmare a descoperirii lor pe Dealul Istrița de către doi pietrari, Ion Lemnaru și Stan Avram. Datorită aspectului lor de păsări, numele dat de români tezaurului este de Cloșca cu pui, unde cloșca este fibula mare și puii, celelalte trei fibule. Dintre toate obiectele găsite la Pietroasa, fibulele sunt cele mai remarcabile podoabe de corp din perioada antichității târzii găsite vreodată, ele fiind împodobite cu pietre încrustate.
Cu excepția câtorva pietre care s-au pierdut, fibula cea mică a fost cea mai bine păstrată dintre toate fibulele de la Pietroasa. Din descrierea pe care găsitorii comorii le-au făcut obiectelor descoperite, a rezultat că aceasta a mai avut o pereche care s-a pierdut. Dacă cele două fibule ar fi fost pereche într-un mod similar celor mijlocii, faptul ar fi contrazis prin inexistența unei modalități de unire a lor prin intermediul unui lănțișor ca la cele mijlocii. Nu se știe nici dacă cea pierdută ar fi fost identică cu cea care a rămas, cu toate că există o presupunere ce ar fi probabilă. Privind liniile geometrice care o definesc, se constată că nu se poate spune că poate fi recunoscută vreo figură zoomorfă, chiar stilizată dacă ar fi fost, a vreunei păsări. Comparând-o cu celelalte trei fibule, se poate spune că figura zoomorfă este sugerată, deoarece ornamentica prezintă multe asemănări stilistice importante.

## Origini
După cum a rezultat din interogatoriile ce au fost luate în anul 1838 celor care au descoperit tezaurul de la Pietroasa, a reieșit că aceștia au găsit un număr de 22 de obiecte, vase de aur, bijuterii și două inele cu inscripții. Când au fost descoperite, obiectele erau învelite într-o masă neagră de origine necunoscută, probabil un material organic ca pielea sau cârpa cu care au fost acoperite înainte de a fi îngropate. Din cele 22 de piese s-au recuperat doar 12 obiecte. Dintre toate, doar cinci au fost lucrate doar din aur: cana sau ibricul (oenochoe), platoul sau talerul cel mare, frânt în patru, patera sau sinia, cea cu decor în relief cu o statuetă ce ține un pahar în mâini, colanul cu inscripție cu rune gotice și colanul simplu. Celelalte șapte piese: patru fibule, două vase poligonale și un colan, au fost împodobite cu pietre prețioase. Se presupune că cele zece obiecte pierdute au fost patru colane din care două cu pietre prețioase, unul cu inscripție, o fibulă mică presupusă a fi pereche cu cea care s-a păstrat,  o cană similară cu cana oenochoe, o pateră simplă nedecorată și două brățări cu pietre prețioase.
Cele 12 obiecte care au putut fi recuperate, au fost furate în anul 1875 de Dumitru Pantazescu-Popescu din Muzeul de Antichități din București. Ca urmare, colanul cu inscripție a fost tăiat cel puțin în patru bucăți de către argintarul Costache Constantinescu din București, caracterele runice înscrise fiind deteriorate până la a fi indescifrabile. Din fericire, Societatea Arundel a făcut la Londra, cu ceva vreme înaintea furtului, fotografii detaliate ale colanului, astfel încât astăzi, caracterele au putut fi reconstituite cu un grad relativ de exactitate.
Prin faptul că întreagul tezaur prezintă o calitate superioară a meșteșugului cu care au fost realizate obiectele care-l formează, cercetătorii sunt sceptici că acesta ar fi fost confecționat de populația indigenă. În anul 1879 când se înregistra una dintre primele lucrări privitoare la tezaur, Taylor  a speculat ideea că obiectele ar fi o parte din câstigurile pe care goții le-au obținut ca urmare a incursiunilor pe care le făceau în provinciile romane Moesia și Tracia (perioada 238 - 251). Există și o altă teză timpurie pe care a propus-o Alexandru Odobescu în anul 1889, teorie pe care a preluat-o și Constantin C. Giurescu în anul 1976. Aceasta l-a identificat pe Athanaric, regele vizigoților ca proprietar de drept al tezaurului, fiind presupusă dobândirea lui în conflictul pe care Athanaric l-a avut în anul 369 cu Împăratul roman Valens. Catalogul Goldhelm din anul 1994, a adus ipoteza că obiectele componente ale tezaurului ar fi putut fi și cadouri pe care unii conducători germanici le-ar fi primit de la liderii romani.

## Descriere

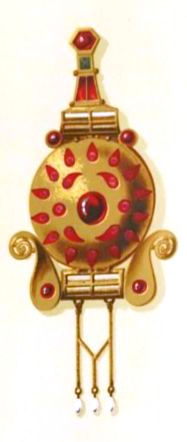
Fibula mică reconstituită de Henric Trenk după Alexandru Odobescu

Fibulele sunt o variantă mai sofisticată a acelor de siguranță sau a broșelor de astăzi. În antichitate erau obiecte de podoabă folosite pentru prinderea veșmintelor, astfel având și o utilitate practică. Cum sunt cele din tezaur, adesea ele deveneau adevărate bijuterii. În Imperiul Roman Târziu, caracteristicilor artistice li se alăturau valori simbolice, ca însemne imperiale sau de demnitate, făcând parte din costumația de ceremonie. Se pot vedea în acest sens portretele imperiale de pe monumentele sau monedele de la mijlocul secolului al IV-lea, unde chlamida imperială se prindea cu fibule rotunde de umărul drept. Acestea erau împodobite cu multe pandative și pietre prețioase mari. Fibula mare, cea mică și cele mijlocii, părți componente ale Tezaurului de la Pietroasa, sunt cele mai somptuoase creații ale antichității târzii. Concepția, realizarea și modul de purtare a lor, sugerează o contopire a modelelor și a valorilor lumii barbare cu cele ale Imperiului Roman Târziu. Dacă fibula mare și cea mică, par mai degrabă să aparțină unui port masculin, fiind folosite pentru prinderea mantiei pe umărul drept ca un accesoriu vestimentar și totodată ca însemn de rang, fibulele mijlocii sunt folosite ca pereche, una pe fiecare umăr, în accesoriile vestimentare ale costumului feminin gotic din perioada migrațiilor, acest ultim fapt fiind confirmat de descoperirile funerare.

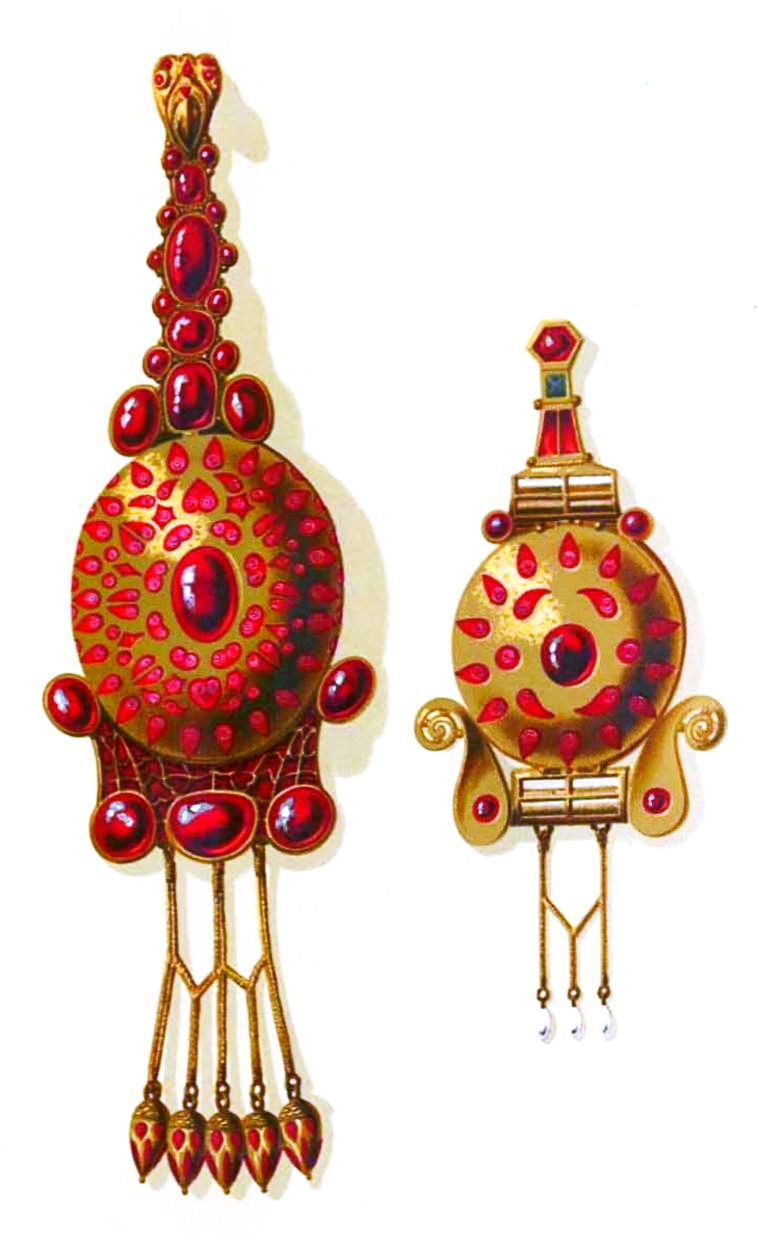
Fibula mică și cea mijlocie reconstituite de Henric Trenk după Alexandru Odobescu

Cu excepția câtorva pietre care s-au pierdut, fibula cea mică a fost cea mai bine păstrată dintre toate fibulele de la Pietroasa. Din descrierea pe care găsitorii comorii le-au făcut obiectelor descoperite, a rezultat că aceasta a mai avut o pereche care s-a pierdut. Dacă cele două fibule ar fi fost pereche într-un mod similar celor mijlocii, faptul ar fi contrazis prin inexistența unei modalități de unire a lor prin intermediul unui lănțișor ca la cele mijlocii. Nu se știe nici dacă cea pierdută ar fi fost identică cu cea care a rămas, cu toate că există o presupunere ce ar fi probabilă. Privind liniile geometrice care o definesc, se constată că nu se poate spune că poate fi recunoscută vreo figură zoomorfă, chiar stilizată dacă ar fi fost, a vreunei păsări. Comparând-o cu celelalte trei fibule, se poate spune că figura zoomorfă este sugerată, deoarece ornamentica prezintă multe asemănări stilistice importante. Are corpul ovoidal, are o dispoziție circulară a decorului și are și un aspect similar al părții inferioare a corpului cu fibulele mai mari.
Fibula mică are o înălțime fără lănțișoare de 12.5 cm. Două plăci dreptunghiulare sunt dispuse de o parte și de alta a corpului, în partea superioară și în cea inferioară, unde există patru alveole în care sunt fixate cristale de stâncă. În partea de jos sunt atașate pe părțile laterale două ornamente sub formă de aripi care se termină în spirală, fiecare având fixat câte un granat rotund. În spatele plăcii inferioare sunt două verigi fixate, de ele fiind legate cele două lănțișoare ce au în capete câte un pandatic ovoidal. În partea opusă, cealaltă placă dreptunghiulară este încadrată de alte două granate. Ea se continuă în partea de sus cu alveole hexagonale, pătrate și trapezoidale în care sunt fixate smaralde și granate. Figurile geometrice suprapuse sunt delimitate între ele prin fire perlate, subțiri, de aur ce au la capete granule mici. Pe spatele fibulei se găsește același sistem de fixare al resortului ca și la celelalte fibule mijlocii, un tub sub formă de cepe. Partea superioară de pe spatele fibulei este dublat de un tub piramidal puțin arcuit. Acesta are o bază hexagonală care este constituită ca ultima alveolă de pe fața fibulei, care are încrustat un granat.
Prin strălucirea și mărimea lor, efectul policromiei dat de modul cum au fost făurite, cele patru fibule de la Pietroasa sunt unice în lume. Fiind folosite la prinderea veșmintelor pline de broderii ale regilor sau a șefilor de triburi, ele erau purtate ca accesorii la marile solemnități, unde ridicau nivelul luxului prin aspectul lor maiestuos. Se poate spune că cele patru fibule au fost lucrate în același mod, sticlăria policromă și pietrele prețioase fiind încrustate în alveole aplicate special sau în spații tăiate direct în placă. Prin faptul că există diferente stilistice, se pune și problema cronologiei realizării lor.

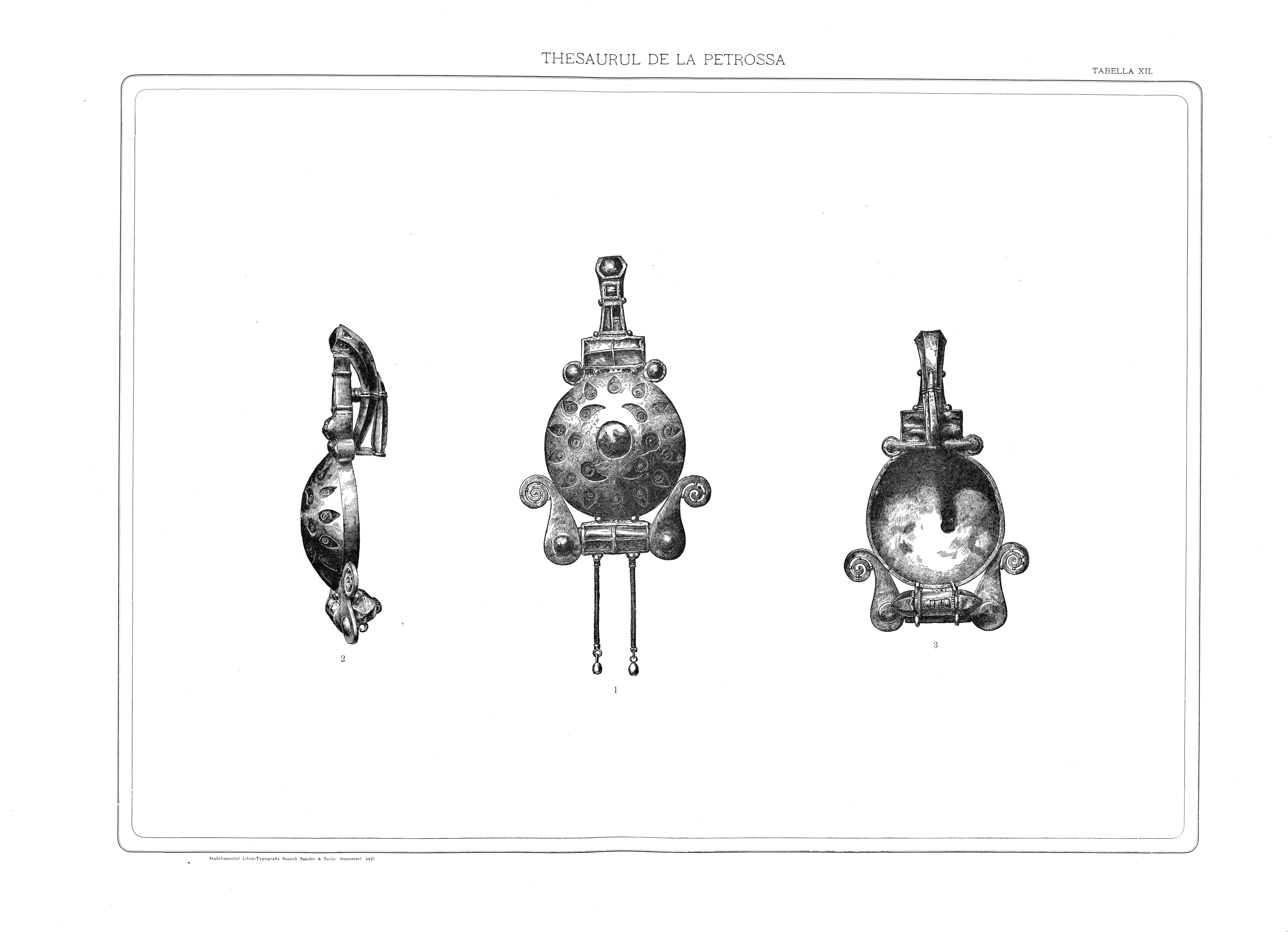
Detaliile fibulei mici pe gravura lui Henric Trenk

## Caracteristici tehnice
Fibulă în formă de pasăre stilizată cu corpul discoidal ornamentat în tehnica "a jour", cu almandine dispuse radial în jurul unui cabochon central; capul sugerat de o casetă hexagonală și coada în formă de liră. Piesa ornamentată cu casete, în care se mai păstrează 32 de pietre dintre care: - 2 cuarțuri fumurii tubulare de cca 7,00 kt în total; - 26 almandine și granate mici (18 lacrimă, 2 rotunde plate, 4 cabochon, 1 hexagonală și 1 trapezoidală) de cca 25,00 kt în total; - 1 granat mare rotund de cca 6,00 kt; - 1 sticlă verde în relief de cca 0,50 g. La partea inferioară atârnă 2 lănțișoare - unul din aur, celălalt din argint - cu câte o perlă la capete de cca 1,00 kt în total. Pe spatele fibulei - dispozitiv de prindere din care se păstrează axul tubular cu capete în formă de ceapă susținând resortul și port-agrafa în formă de tub piramidal ușor arcuit; acul reconstituit din metal comun.